# Hans Günter Rost
Hans Günter Rost (* 19. Juli 1904 in Jever; † 2. Februar 1997 in Berlin-Pankow) war ein deutscher Konstrukteur.

## Leben
Hans Rost wurde als Sohn des Magistrats-Aktuars Johann Jacob Rost geboren. Nach abgeschlossenem Ingenieurstudium arbeitete er in der Germaniawerft Kiel, bei MAN Augsburg und Klöckner-Humboldt-Deutz Köln jeweils in der Konstruktionsabteilung. 1938 ging er dann zur Maschinenfabrik Buckau R. Wolf nach Magdeburg und leitete dort die Konstruktion in der Motorensparte. Arbeitsschwerpunkt waren zunächst Zweitaktmotoren. Während des Zweiten Weltkriegs wurde eine Baureihe von Viertaktmoren entwickelt, die jedoch vorerst nur in geringen Stückzahlen gebaut wurde. In der Nachkriegszeit wurde die Baureihe überarbeitet und am 22. Mai 1948 der erste Motor der Baureihe 4DV224 vom Motorenwerk im Magdeburger Stadtteil Salbke fertiggestellt.
Durch einen Wirtschaftsboykott der westlichen Alliierten benötigte die Sowjetunion für den beabsichtigten Aufbau ihrer Fischfangflotte schnell Dieselmotoren für den Einsatz als Schiffsmaschinen. Die Sowjetische Militäradministration in Deutschland wies daher den Ausbau der entsprechenden Fertigungskapazitäten bei Buckau-Wolf, dem späteren VEB Schwermaschinenbau Karl Liebknecht (SKL) an. Rost entwickelte mit der von ihm geleiteten Abteilung zur bisherigen Baureihe neue geeignete Varianten. Am 21. Dezember 1950 fand ein Probelauf einer leistungsfähigeren Baureihe 6DV148 mit einem Hub von 480 mm und einer Leistung pro Zylinder von 90 PS statt. Zu Rosts Arbeitsaufgaben gehörte auch der Ausbau der erforderlichen Kapazitäten zur Fertigung der Motoren. Bis zur Entwicklung einer neuen leistungsfähigeren Baureihe im Jahr 1965 wurden von den von Rost und seinen Mitarbeitern entwickelten Motoren 40.000 Stück geliefert. Wegen ihrer Robustheit auch bei klimatisch schwierigen Bedingungen und des geringen Wartungsbedarfs erfreuten sich die Motoren, insbesondere in den Mitgliedsländern des Rats für gegenseitige Wirtschaftshilfe (RGW) großer Beliebtheit.
Rost war Vorsitzender des Zentralen Arbeitskreises Dieselmotoren der DDR und somit maßgeblich an der Ausrichtung des DDR-Motorenbaus beteiligt.
Bis 1970 blieb Rost im SKL tätig und wurde dann pensioniert. 1976 zog er nach Berlin. In Magdeburg hatte er Ende der 1930er zunächst in der Aussiger Straße 20, dem heutigen Spechtweg und später Am Schroteanger 12 jeweils im Stadtteil Stadtfeld West gelebt.